# Witold Gombrowicz
Witold Marian Gombrowicz, poljski pisatelj in dramatik, * 4. avgust 1904, Małoszyce na Poljskem, † 25. julij 1969, Vence, v bližini Nice.

## Življenje
Družinsko življenje Witolda Gombrowicza je bilo že od majhnega politično obarvano, saj je oče služil zaporno kazen zaradi revolucionarnega disidentstva. Za vzgojo otrok so skrbeli tutorji in dve guvernanti. Leta 1915 so malega Witolda vpisali na prestižno šolo sv. Stanisława Kostke, kjer je spoznal avtorje poljske romantike, najbolj se je navduševal nad Juliuszem Słowackim in Zygmuntom Krasińskim. Po izkušnji prve svetovne vojne se je začel spraševati o (ne)pripadnosti in prebirati dela filozofov Nietzscheja in Schopenhauerja, ki sta ga zaznamovala skozi celo življenje. Vpisal se je na študij  prava na Univerzo v Varšavo, kjer je leta 1927 diplomiral. Naslednje leto je nekaj mesecev preživel v Franciji, na Poljsko se je vrnil, da bi opravljal pripravništvo na sodišču. Vložil je tudi kandidaturo za sodnika, vendar je bil pri tem neuspešen, zato je opustil pravosodno kariero in se posvetil svojim literarnim interesom. 
Pričel je z objavami člankov in recenzij v časopisu Kurier Poranny. Njegov debut z naslovom  Pamiętnik z okresu dojrzewania, ki je izšel leta 1933 (v povojni izdaji je bil preimenovan v Bakakaj), je bil izdan s finančno pomočjo očeta. Večji sloves mu je prinesel roman Ferdydurke (1937), ki pa so ga literarni kritiki različno sprejeli. Začel je pridobivati na medijski prepoznavnosti kot mlad avtor, omenjali so ga v različnih varšavskih časnikih in dnevnikih. 
Avgusta leta 1939 se je skupaj z diplomati in novinarji odpravil na potovanje v Argentino, nevede, da se na Poljsko ne bo več vrnil. Po prihodu v Buenos Aires je spoznal precej mladih argentinskih umetnikov, ki so bili naklonjeni komunističnemu režimu. Gombrowicz je v Argentini izkusil kar nekaj pomanjkanja, saj je bil brez prihrankov, preživljal se je s pisanjem člankov v argentinskih časopisih, kasneje je opravljal delo bančnega uradnika. Soočal se je s stanovanjsko krizo, saj je bival po penzionih in domovih prijateljev. Začele so ga pestiti zdravstvene težave z jetri in astmo, trpel je za insomnijo. Leta 1947 je s pomočjo mecenke Cecilie Debenedetti izšel roman  Ferdydurke v španskem prevodu. Pet let kasneje je ob objavi dela Trans-Atlantyk v okviru časopisa Kultura Gombrowicz vzbudil v pripadnikih emigrantske skupnosti burne odzive zaradi kritike poljskega patriotizma. Leta 1953 ga je poljski premier Józef Cyrankiewicz javno napadel z oznakami anti-poljskosti, degeneriranosti in nemškega revanšizma. Z letom 1954 si je finančno opomogel s štipendijami Radia Free Europe. Istega leta se je na Poljskem pričela postopna liberalizacija, kar mu je omogočilo podpis pogodb za izdajo naslednjih del v domovini: Ferdydurke, Trans-Atlantyk, Iwona, księżniczka Burgunda in Ślub; kljub temu pa so določena poglavja ostajala cenzurirana. 
V Argentini so se z letom 1955 začeli krhati politični temelji, ki so rezultirali v revoluciji, zaradi nestabilnosti se je Gombrowicz leta 1962 vkrcal na parnik proti Franciji. Slabšalo se je tudi njegovo zdravstveno stanje. Po prihodu v Pariz je opravil intervju za krakovski časopis Życie, v katerem so bile navedene napačne informacije, zaradi česar je bil obtožen fašističnih tendenc. Po štirih letih skupnega življenja je leta 1968 sklenil zakonsko zvezo z Rito Labrosse, leto kasneje je podlegel posledicam težkih kroničnih bolezni. 

## Delo
Bakakaj je bil prvenec Gombrowicza, v katerem se je humoristično loteval  opisovanja spominov svoje adolescence. V zbirki dvanajstih novel se je dotaknil uporništva, kompleksnosti odraščanja in turbolentnosti sveta, v katerem literarni lik išče notranje ravnovesje. 
Narava romana Ferdydurke je pogojena s časovnim okvirom, znotraj katerega je bran, kar pomeni, da je večplasten in dovoljuje različne interpretacije. Roman satirično prikazuje šolstvo, meščanstvo in zemljiške posestnike; literarni liki delujejo stereotipno v skladu z družbenimi miti. Že za časa svojega izida je bil pojmovan kot kulten roman, ki se loteva obravnave utopične adolescence, ki se levi v odraslost. 
Prvo dramsko delo Gombrowicza, tragikomedija, Iwona, księżniczka Burgunda govori o nemem dekletu, ki se poroči s princem. Ivona je bila pojmovana kot neprivlačno dekle, kar v literarnih likih vzbudi razburjenje. Absurd je viden tudi v epilogu, kjer sta žrtvovanje in smrt zakamuflirana v zabavo. Drama Ślub povzema sanje literarnega lika Henryka, v katerih se njegov dom spremeni v krčmo, znotraj sanj naj bi zakon ohranil integriteto in čistost služabnice Manie. Dogajanje se prevesi v Henrykovo pridobitev diktatorske moči, ki hrepeni po potrditvi svojega položaja z žrtvovanjem lastnega podanika, prijatelja Władzia. S prelitjem nedolžne krvi se Henryk zave napravljene škode, tragičen konec pomeni tudi odpoved poroke.  Drama vsebuje romantične elemente in metafore o božji in patriarhalni avtoriteti. 
Roman Trans-Atlantyk prek literanega lika Gonzala obravnava človeka kot samostojno enoto, ki naj bi se uprla pričakovanim vrednotam družbe in se osvobodila spon tradicionalnosti.
Pornografia je roman, ki ga preveva medgeneracijska erotičnost (homoerotičnost) v resničnosti novega sveta. V svetu literarne kritike je roman naletel na burne odzive. 
Zadnje delo Gombrowicza Kozmos velja za kompleksen roman o dojemanju smisla človeka in procesu umetniškega ustvarjanja.

## Pomen
Gombrowicz je, skupaj z Brunom Schulzem in Stanisławom Witkiewiczem - Witkacyjem, del trojice najbolj prominentnih avtorjev medvojnega avantgardnega obdobja na Poljskem, ki pa ga težko kategorizira, saj je, v nasprotju s Schulzevim ekspresionizmom in nadrealizmom ter Witkacyjevim katastrofizmom in formizmom, Gombrowicz začel nakazovati prvine predeksistencializma, ki ga je bilo težko uvrstiti v eno samo literarno smer. Gombrowicz je slovel po pisanju avtokritik in se je tako znašel v vlogi avtorja, prvega bralca in kritika hkrati. Brisal je meje med življenjem in umetnostjo, česar se je v svojih delih loteval s katahrezo; s spreminjanjem družbenih dogovorjenih pomenov besed. Zaradi svoje nekonvencionalnosti in brezkompromisnosti je bil večkrat cenzuriran. 

## Dela
- Pamiętnik z okresu dojrzewania, Varšava (1933)
- Ferdydurke, Varšava (1938) (pravilno 1937)
- Iwona, księżniczka Burgunda, (1938) (Ivona, princesa Burgundije)
- Opętani, (1939)
- Trans-Atlantyk, Pariz (1953) (Trans-Atlantik)
- Ślub, Pariz (1953)
- Dziennik 1953–1956, Pariz (1957)
- Bakakaj, Krakov (1957)
- Pornografia, Pariz 1960 (Pornografija)
- Dziennik 1957–1961, Pariz (1962)
- Kosmos, Pariz (1965) (Kozmos)
- Dziennik 1961–1966. Operetka, Pariz (1966)
- Wspomnienia polskie. Wędrówki po Argentynie, v: Dzieła zebrane, zvezek 11, Pariz (1977)
- Dzieła zebrane, zvezki 1-11, Pariz (1969–1977)
- Dzieła, zvezki 1-15, Krakov (1986–1997)
- Kronos, Krakov (2013)

## Prevodi v slovenščino
- Ivona -– princeza Burgundije (Igor Lampret, 1973)
- Ferdydurke (Katarina Šalamun-Biedrzycka, 1974)
- Pornografija (Katarina Šalamun-Biedrzycka, 1986)
- Ferdydurke (Katarina Šalamun-Biedrzycka, 1988)
- Ivona – princesa Burgundije (Igor Lampret, 1990)
- Trans – Atlantik (Niko Jež, 1998)
- Dnevnik (Mladen Pavičić, 1998)
- Poroka (Niko Jež, 2004)
- Kozmos (Karmen in Niko Jež, 2007)
- Bakakaj: zgodbe (Jana Unuk, 2008)

## Uprizoritve na slovenskih gledaliških odrih
- Ivona, princeza Burgundije: Slovensko ljudsko gledališče Celje, premiera 2. 3. 1973, rež. Dušan Jovanović, prev. Igor Lampret
- Opereta: SNG Drama Ljubljana, premiera 10. 11. 1973, rež. Jan Bratkowski, prev. Katarina Šalamun
- Ivona, princesa Burgundije: Mestno gledališče ljubljansko, premiera 16. 10. 1990, rež. Paul Jon Cook, prev. Igor Lampret
- Ivona, princesa Burgundije: Prešernovo gledališče Kranj, premiera 29. 11. 2003, rež. Vito Taufer, prev. Igor Lampret
- Poroka: Slovensko mladinsko gledališče, premiera 29. 4. 2004, rež. Jernej Lorenci, prev. Niko Jež